# Mappia racemosa
Mappia racemosa är en tvåhjärtbladig växtart som beskrevs av Nikolaus Joseph von Jacquin. Mappia racemosa ingår i släktet Mappia och familjen Icacinaceae. IUCN kategoriserar arten globalt som sårbar.

## Underarter
Arten delas in i följande underarter:
- M. r. brachycarpa
- M. r. racemosa